# Tesoro di Reka Devnja
Il tesoro di Reka Devnja è il più rilevante ritrovamento di monete romane d'argento del periodo 64 - 238 che sia stato pubblicato. 

## Composizione
Il tesoro prende il nome dal fiume (reka in bulgaro significa fiume) che scorre nella città di Devnja, l'antica Marcianopolis, in Bulgaria.
Il tesoro è costituito da 81.044 denari trovati nel 1929. Le più vecchie sono quelle di Marco Antonio di cui ne sono state trovate 29, e le più recenti sono quelle di Erennio Etrusco. Il tesoro fu diviso in due parti: 68.783 monete furono inviate al museo di Sofia, e 12.261 a Varna. 
La pubblicazione dei dati del ritrovamento è inestimabile perché ha permesso di ricostruire la sequenza cronologica delle monetazione dell'epoca e per stimare il volume originale della produzione dei singoli tipi.
Molti personaggi rari sono rappresentati in questo tesoro. Esempi di rari denari presenti a Varna comprendono 13 denari di Nerone, 8 di Galba, 7 di Otone, 22 di Vitellio, 24 di Lucio Elio Cesare, 21 di Clodio Albino, 51 di Macrino, 18 di Diadumeniano, e 42 di Giulia Paula. 
Tuttavia è stato abbastanza difficile determinare una rarità comparativa reale per alcuni dei tipi più rari perché alcune esemplari di Varna furono certamente sottratti prima della pubblicazione dei dati del tesoro. Dozzine di denari rari di Pertinace, Aquilia Severa e Sallustia Orbiana sono stati trovati nelle monete di Sofia mentre in quelle di Varna mancano quasi completamente con l'eccezione di un esemplare di Pertinace ed uno di Aquilia Severa. 